# Hidroxid de cupru (I)
Hidroxidul de cupru (I) este o bază alcătuită dintr-o grupare hidroxil și un atom de cupru. Formula sa chimică este CuOH. 